# 曽田雄志
曽田 雄志（そだ ゆうし、1978年7月5日 - ）は、北海道札幌市生まれの元サッカー選手。現役時代のポジションはフォワード、後ディフェンダー。Jリーグ・北海道コンサドーレ札幌職員。
大学卒業後に加入して以来9年間に渡って一貫して同クラブに在籍し、特に2002年以降のチームの波瀾万丈の中に常に身を置き続けたことから「ミスター札幌」「ミスターコンサドーレ」 と呼ばれたほか、時折見せる（良くも悪くも）神憑り的なプレーからサポーターからは「ソダン」（ジネディーヌ・ジダンにちなむ）、「ネ申」（神）の愛称でも親しまれた。

## 来歴
小学校4年生のときにもみじ台西小学校でサッカーを始める。北海道札幌南高等学校卒業後、1997年に一般入試で筑波大学体育専門学群へ入学。3年生からフォワードのレギュラーポジションを獲得、4年生のとき関東大学リーグでベストイレブンとなったほか、全日本大学選抜にも選ばれた。筑波大学の同期には羽山拓巳、小野隆儀らがいる。
2001年1月19日、J1に昇格したばかりのコンサドーレ札幌に加入。当初はフォワード登録だったが、2002年シーズンに入るとディフェンダーとして起用され、シーズン中盤からはフォワードとしても出場した。2002年11月30日に開催された同年度J1セカンドステージ第15節、サンフレッチェ広島戦でハットトリックを達成した。
2005年は一時池内友彦にレギュラーを奪われることもあった。しかし徐々にDFとしての経験を積み、2007年にはブルーノ・クアドロスとコンビを組み、ブルーノ欠場中も安定感を見せるとともに自己最多となる7得点を挙げた。しかし同年腰、膝を故障して以降試合出場数は減少していった。
2008年4月2日に札幌ドームで行われた対川崎フロンターレ戦（J1第4節）では交代枠を使い切った後にゴールキーパー高木貴弘がレッドカードを受けた際にゴールキーパーを務め、全ポジションでの公式戦出場を経験した。
2009年11月17日、コンサドーレ公式HPにて、現役引退を発表。11月29日、札幌ドームでの対横浜FC戦ではフォワードとし途中出場し、1得点を決めた。
2010年1月29日、コンサドーレ札幌アドバイザリースタッフに就任することが発表された。
2011年6月7日、川でおぼれている男性を救助した。
2016年より、ノルディーア北海道の代表に就任し、2019年シーズンをもって退任した

## プレイスタイル
中学校卒業まではトップ下兼ボランチ、高校ではボランチとMF一筋だった。
大学2年生時に監督からFW転向を命じられて才能が花開き、Jリーガーとなった。
DFにコンバートされたのがプロ入り後で、ディフェンスラインの統率や、相手のプレッシャーがかかった場面でのボールの扱いは不安定であった。しかし、幼稚園の時に跳び箱13段を跳んだ というジャンプ力を生かした空中戦での強さがあった。
2006年、2007年のJ2リーグでは、2年連続で空中戦ランキングでリーグトップ（J-STATS OPTAによる）を記録している。
セットプレイの際に前線に上がることが多い。2005年は彼が前線で相手DFをひきつけて、シャドーストライカーのように飛び出した池内が点を決めることが多かった。また劣勢時の試合終盤にFWとしてプレイすることがあり、「ソダン大作戦」と呼ばれた。

## 引退後の活動
引退後は、コンサドーレ札幌のアドバイザリースタッフおよびサポーターズ持株会の理事に就任(いずれも2010年～)。また、現役時代から「人格者」として評判が高く、引退後はその特性を生かして企業、行政、教育機関での講演講師を多く務めている。その他、札幌市シティプロモート戦略会議のメンバーに名を連ねる(2010年〜)など、その活動は多岐に渡る。
2011年3月の東日本大震災後、被災地支援の活動を開始。アスリートが持つ「忍耐力」「向上心」「献身性」という精神が復興への強い力になると信じ、アスリートに声掛けを実施。2011年4月にアスリート19名の賛同を得て支援団体「EN project Japan」を設立し、代表に就いた。同団体では、募金活動を始めとしたチャリティーイベントの開催、アスリートによる被災地訪問など、継続的な支援活動を行なっている。

## 個人成績
| 国内大会個人成績 | 国内大会個人成績 | 国内大会個人成績 | 国内大会個人成績 | 国内大会個人成績 | 国内大会個人成績 | 国内大会個人成績 | 国内大会個人成績 | 国内大会個人成績 | 国内大会個人成績 | 国内大会個人成績 | 国内大会個人成績 |
| 年度             | クラブ           | 背番号           | リーグ           | リーグ戦         | リーグ戦         | リーグ杯         | リーグ杯         | オープン杯       | オープン杯       | 期間通算         | 期間通算         |
| 年度             | クラブ           | 背番号           | リーグ           | 出場             | 得点             | 出場             | 得点             | 出場             | 得点             | 出場             | 得点             |
| 日本             | 日本             | 日本             | 日本             | リーグ戦         | リーグ戦         | リーグ杯         | リーグ杯         | 天皇杯           | 天皇杯           | 期間通算         | 期間通算         |
| ---------------- | ---------------- | ---------------- | ---------------- | ---------------- | ---------------- | ---------------- | ---------------- | ---------------- | ---------------- | ---------------- | ---------------- |
| 1999             | 筑波大           | 15               | -                | -                | -                | -                | -                | 1                | 0                | 1                | 0                |
| 2001             | 札幌             | 23               | J1               | 9                | 0                | 0                | 0                | 1                | 0                | 10               | 0                |
| 2002             | 札幌             | 18               | J1               | 23               | 4                | 6                | 0                | 1                | 0                | 30               | 4                |
| 2003             | 札幌             | 18               | J2               | 38               | 4                | -                | -                | 3                | 1                | 41               | 5                |
| 2004             | 札幌             | 4                | J2               | 38               | 2                | -                | -                | 4                | 0                | 42               | 2                |
| 2005             | 札幌             | 4                | J2               | 40               | 1                | -                | -                | 1                | 0                | 41               | 1                |
| 2006             | 札幌             | 4                | J2               | 35               | 1                | -                | -                | 5                | 0                | 40               | 1                |
| 2007             | 札幌             | 4                | J2               | 45               | 7                | -                | -                | 0                | 0                | 45               | 7                |
| 2008             | 札幌             | 4                | J1               | 3                | 0                | 1                | 0                | 0                | 0                | 4                | 0                |
| 2009             | 札幌             | 4                | J2               | 1                | 1                | -                | -                | 0                | 0                | 1                | 1                |
|                  | VANKEI           | 36               |                  |                  |                  | -                | -                |                  |                  |                  |                  |
| 通算             | 日本             | 日本             | J1               | 35               | 4                | 7                | 0                | 2                | 0                | 44               | 4                |
| 通算             | 日本             | 日本             | J2               | 197              | 16               | -                | -                | 13               | 1                | 210              | 17               |
| 通算             | 日本             | 日本             | 他               | -                | -                | -                | -                | 1                | 0                | 1                | 0                |
| 総通算           | 総通算           | 総通算           | 総通算           | 232              | 20               | 7                | 0                | 16               | 1                | 255              | 21               |

- Jリーグ初出場 2001年6月16日 J1 1st 第11節 vs名古屋グランパスエイト (札幌厚別公園競技場)[1]
- Jリーグ初得点 2002年9月15日 J1 2nd 第 3節 vsヴィッセル神戸 (札幌ドーム)[1]

## 著作
- 『生きているから生きてゆける』 (エイチエス2010) ISBN 4903707237/電子書籍版（Dopub）